# Allen (Norra Samar)
Allen (Bayan ng Allen) är en kommun i Filippinerna. Kommunen ligger på ön Samar, och tillhör provinsen Norra Samar. Folkmängden uppgår till 20 066 invånare.

## Barangayer
Allen är indelat i 20 barangayer.
| - Alejandro Village (Santiago) - Bonifacio - Cabacungan - Calarayan - Guin-arawayan - Jubusen - Kinabranan Zone I (Pob.) - Kinaguitman - Lagundi - Lipata | - Londres - Sabang Zone I (Pob.) - Santa Rita - Tasvilla - Frederic - Imelda - Lo-oc - Kinabranan Zone II (Pob.) - Sabang Zone II (Pob.) - Victoria |